# Star Butterfly kontra siły zła
Star Butterfly kontra siły zła (ang. Star vs. the Forces of Evil) – amerykański serial animowany wyprodukowany przez wytwórnię Disney Channel Original Series i Disney XD Original Series.

## Historia produkcji
Kreskówka została stworzona przez Daron Nefcy. Jest to drugi serial, jak i produkcja Disney Television Animation stworzona przez kobietę (pierwszą była Sue Rose, twórczyni serialu Pepper Ann), a oprócz tego jest również pierwszą kobietą, która stworzyła serial z serii Disney XD.
Premiera serialu miała miejsce 18 stycznia 2015 na amerykańskim Disney Channel jako zapowiedź. Dwa miesiące później, 30 marca 2015, kreskówka rozpoczęła się na amerykańskim Disney XD. W Polsce serial zadebiutował 19 października 2015 na antenie Disney XD. Od 1 lutego 2016 serial jest emitowany na antenie Disney Channel. 2 stycznia 2017 kanał Disney XD rozpoczął emisję drugiego sezonu serialu.
Dnia 12 lutego 2015 zostało ogłoszone, że powstanie drugi sezon serialu, który liczy 22 odcinki. Premiera tego sezonu odbyła się 11 lipca 2016 roku, a zakończył się 27 lutego 2017. Dnia 4 marca 2016 roku zostało ogłoszone, że powstanie trzeci sezon serialu. Jego premiera odbyła się 15 lipca 2017 roku, a zakończył się 7 kwietnia 2018. Zawiera 21 odcinków. Natomiast 28 lutego 2017 został oficjalnie potwierdzony czwarty sezon serialu. Planowane jest również 21 odcinków. Premiera czwartego sezonu odbędzie się 10 marca 2019. Oficjalnie też potwierdzono, że sezon czwarty będzie ostatnim sezonem serialu. Ostatni odcinek serialu został wyemitowany 19 maja 2019.
W Polsce premiera trzeciego sezonu odbyła się 22 października 2018. Pierwszą część emitowano od 22 października do 5 listopada 2018, drugą od 7 do 18 stycznia 2019 a trzecią od 1 do 5 kwietnia 2019. Czwarty sezon miał premierę 7 października 2019. Pierwszą część emitowano od 7 do 31 października 2019, drugą część od 17 do 28 lutego 2020.
Star Butterfly kontra siły zła jest pierwszą w historii wytwórni Disneya kreskówką, w której pokazano pocałunek osób homoseksualnych.

## Opis fabuły
Serial opisuje historię księżniczki Mewni – innego wymiaru, która po skończeniu 14 lat zostaje wysłana przez rodziców na Ziemię. Ma się tu nauczyć kontrolować swoją magiczną moc. Na ziemi Star mieszka z rodziną Diazów jako uczennica z wymiany. Szybko zaprzyjaźnia się z ich synem, Marco. Na naszej planecie przeżywa niesamowite przygody. W każdej z nich ważną rolę odgrywa magia, której źródłem najczęściej jest różdżka Star. Marco i Star podróżują również między wymiarami dzięki magicznym nożyczkom, które Star dostała od swojej przyjaciółki, Końskiej Głowy. Przez cały pierwszy sezon główni bohaterowie walczą z Ludo i jego potworami, którzy próbują odebrać Star jej różdżkę. W drugim sezonie fabuła obiera zupełny odwrót i staje się poważniejsza. Star posiada nową różdżkę i zaczyna czuć coś wobec Marco. Marco zaczyna chodzić z Jackie. Poznajemy Wysoką Komisję Magii. Ludo znajduje swoją własną różdżkę, w której zamknięta jest dusza Toffeego. W trzecim sezonie Star razem z Moon walczą o Mewni. Star dowiaduje się o pakcie jaki jej matka zawarła z Eclipsą – Królową Ciemności dawnej Mewni. Ludo pod nieobecność królowej przejmuje kontrolę nad królestwem. Star zostaje uwięziona w morzu czarnej magii w środku ciała Ludo, ale wydostaje się w nowej, złotej formie osłabiając Toffeego promieniem z jej odnowionej różdżki z dwiema połówkami gwiazdki. Ludo potrącając filar zabija Toffeego, tym samym uwalniając Eclipsę z jej kryształu. Natomiast młoda Butterfly postanawia jednak pozostać w swoim prawdziwym domu i uczyć się jak być przyszłą władczynią.

## Postacie

### Główni bohaterowie
- Star Butterfly – główna bohaterka kreskówki, której przygody poznajemy w jej czternaste urodziny gdy ma otrzymać różdżkę. Jest księżniczką pochodzącą z alternatywnego wymiaru i posługującą się magią. Przybywa na Ziemię, aby doskonalić swoje zdolności magiczne oraz ze względów bezpieczeństwa. Tam mieszka w domu rodziny Diazów. Jest niezwykle energiczna, zabawna, rozrywkowa lecz jednocześnie nieszczególnie rozgarnięta. Posiada magiczną różdżkę, nad którą nie potrafi jeszcze perfekcyjnie zapanować. Pod koniec pierwszego sezonu dostaje nową wersję różdżki, lecz z jedną połówką gwiazdki. Pod koniec drugiego sezonu wyjawia jej uczucia wobec Marco i wraca z powrotem na Mewni. W trzecim sezonie zdobywa scaloną wersję różdżki, a także pozostaje w swoim domu, by rozpocząć naukę na przyszłą władczynię.
- Marco Diaz – latynos, nastoletni syn rodziny Diazów, który pomaga Star w walce ze złoczyńcami. Ćwiczy aktywnie karate, korzysta ze znajomości tej sztuki walki w starciu z siłami zła. W szkole jest określany przezwiskiem "ostrożny" z powodu swojej przesadnej ostrożności. W drugim sezonie jego dziewczyną zostaje Jackie Lynn Thomas, lecz na początku trzeciego sezonu ze sobą zrywają. W trzecim sezonie przenosi się na Mewni, ostatecznie zostaje chłopakiem Star.
- Moon Butterfly – matka Star oraz członkini Wysokiej Komisji Magii. Wysłała córkę na Ziemię, by nauczyła się porządku i kontrolowania magii. W przeszłości zawarła pakt z Królową Ciemności – Eclipsą i stoczyła walkę z Toffeem, podczas której pozbawiła go jednego z palców. Pod koniec drugiego sezonu, chcąc uchronić córkę przed powrotem Toffeego sprowadza ją z powrotem na Mewni.
- River Butterfly – ojciec Star. Lubi wybierać się na wycieczki do dziczy, podczas których może zaszaleć i odseparować się od królewskiej codzienności. Jest typem wojownika. Bez żony nie potrafi rządzić królestwem.
- Słowniryk – magiczny strażnik księgi zaklęć. Jest zabawny i posiada ogromną wiedzę na temat wszystkich czarodziejów, królów i zaklęć. Wraz ze Star przybył na Ziemię. W połowie drugiego sezonu zostaje porwany przez Ludo wraz z księgą zaklęć. Pod koniec drugiego sezonu znika bez śladu. Natomiast w trzecim sezonie znika ze świata po spaleniu księgi. Powraca w środku trzeciego sezonu mając rozum małego dziecka.
- Angie i Rafael Diaz – rodzice Marco. Są szaleni i zabawni. Opiekują się swoim synem i Star. Uwielbiają podróżować. W trzecim sezonie spodziewają się drugiego dziecka.
- Latająca Końska Głowa – najlepsza przyjaciółka Star z Mewni. Jest szalona i niezbyt lubi Marco. Została zamknięta w poprawczaku Św. Olgi dla krnąbnych księżniczek, lecz przyjaciele pomogli jej go wyzwolić od srogich zasad. Ukradła Hekapoo jej wymiarowe nożyce.
- Ludo – był śmiertelnym wrogiem Star. Chciał odebrać jej różdżkę, lecz w drugim sezonie sam znajduje swoją własną z drugą połówką gwiazdki z różdżki Star. Pod koniec drugiego sezonu jest opętany przez Toffeego. W trzecim sezonie zostaje ocalony z opętania Toffeego.
- Toffee – były sługa Ludo, który jest sprytny i przebiegły. Skrywa mroczną tajemnicę na temat rodziny Star. Powraca w drugim sezonie opętując Ludo dzięki różdżce z drugą częścią gwiazdki. Planuje zemścić się na rodzinie Butterfly. W trzecim sezonie przegrywa walkę z rodziną Butterfly i ginie.
- Eclipsa Butterfly – władczyni Mewni. Posiada córkę Meteorę. W przeszłości została uwięziona w krysztale Rhombulusa oraz zawarła pakt z Moon. Po trzystu latach zostaje uwolniona z kryształowego więzienia.
- Globgor – potwór i ukochany Eclipsy. W odcinku pt.:"Kornonacja" został uwolniony z kryształu przez Rombulusa. Mieszkańcy Mewni zadecydowali, by został królem ich królestwa.
- Meteora Butterfly – była właścicielka poprawczaka św. Olgi dla krnąbrnych księżniczek. W drugim sezonie planuje zemstę na Star i Marco. W trzecim sezonie przypomina sobie swoje prawdziwe imię - Meteora oraz swoją matkę Eclipsę. W finale trzeciego sezonu zostaje zamieniona w dziecko przez swoją matkę i z nią zamieszkuje. Marco podejrzewa, że Meteora go pamięta.

### Pozostali bohaterowie
- Wysoka Komisja Magii – komisja stworzona przez Słowniryka, zajmująca się sprawami magii Wszechświata. Do niej należy :
  - Kanclerz Lekmet – pół owca, pół demon. Zajmuje drugie miejsce w randze zaraz po Słowniryku. Zamieszkiwał Kryształowy Wymiar. Oddaje całą swoją esencję Moon i umiera w finale drugiego sezonu.
  - Omnitraxus Pierwszy – żywy wszechświat. Kontroluje całą materię światów i zapobiega jej niszczeniu.
  - Rombulus – kryształowy członek komisji. Potrafi strzelać ostrymi diamentami i więzić w niezniszczalnym krysztale, z którego nikt oprócz Słowniryka nie może się wydostać.
  - Hekapoo – władczyni nożyc wymiarowych. Wytwarza je z lawy z pomocą przyznanej jej mocy. Jej ręce wydzielają palące ciepło.
- Janna – najlepsza przyjaciółka Star na ziemi. Uwielbia tematy związane ze zjawiskami paranormalnymi. W sezonie czwartym pokazała swoje prawdziwe uczucia.
- Jackie – obiekt westchnień Marco. Lubi skateboard oraz zabawę. W drugim sezonie ona i Marco zostają parą, lecz ostatecznie ze sobą zrywają.
- Oskar – obiekt westchnień Star. Nagrał płytę mimo jego okropnych zdolności.
- Kelly – przyjaciółka Latającej Końskiej Głowy. Ma długie zielone włosy, a górną część zajmuje jej chłopak – Tad.
- Tom – demon. Były chłopak Star. Ma terapeutę, który opanowuje jego agresję w różnych sytuacjach. W trzecim sezonie jego stosunki ze Star poprawiają się na tyle, że znów zostaje jej chłopakiem. Ostatecznie zrywają ze sobą.
- Alfonzo i Ferguson – kumple Marco. W drugim ani trzecim sezonie nie są zbytnio uwzględnieni.
- StarFan13 – fanka Star, która upodabnia się do niej. W swoim pokoju ma pełno własnoręcznych robótek dotyczących swojej idolki.
- Ropuch (Bykżob) – były sługa Ludo, który pod koniec pierwszego sezonu serialu staje się dobry. Niańczy kijanki, które dostał od swego byłego pana i traktuje je jak swoje dzieci.
- Dyrektor Skeeves – dyrektor szkoły, do której uczęszczają Star i Marco.
- Pani Margaret Skullnick – jedna z nauczycielek ze szkoły Star i Marco, która po nieudanym zaklęciu Star została zamieniona w trolla.
- Brian – terapeuta Toma, który pomaga mu nauczyć się kontrolować gniew. Jego metody, które mają uspokoić Toma to chodzenie oraz głaskanie króliczka.[10]

## Dubbing

### Oryginalny dubbing
- Eden Sher – Star Butterfly
- Adam McArthur – Marco Diaz
- Jenny Slate – Latająca Końska Głowa
- Alan Tudyk – Ludo oraz Król Butterfly
- Jeffrey Tambor – Słowniryk
- Grey Griffin – Królowa Butterfly
- Artt Butler – Pan Diaz
- Nia Vardalos – Pani Diaz
- Michael C. Hall – Toffee
- Esme Bianco – Eclipsa Butterfly

### Polski dubbing
- Anna Cieślak – Star Butterfly
- Krzysztof Szczepaniak – Marco Diaz
- Ewa Kania – Królowa Butterfly
- Mariusz Czajka –
  - Król Butterfly,
  - Pan Diaz
- Julia Kołakowska-Bytner –
  - Pani Diaz,
  - Janna,
  - Jackie Lynn Thomas (oprócz odc. 77)
- Mieczysław Morański – Ludo
- Robert Tondera – Słowniryk
- Maksymilian Michasiów – Tom Lucitor (oprócz odc. 2a)
- Krzysztof Szczerbiński – Tom Lucitor (odc. 2a)
- Julia Łukowiak – Eclipsa Butterfly
- Anna Sroka-Hryń – Latająca Końska Głowa
- Jacek Król – Ropuch (Bykżob)
- Wojciech Chorąży – Toffee

Wersja polska: SDI Media Polska

Reżyseria:
- Wojciech Paszkowski (serie I i III oraz większość odcinków serii II),
- Marek Robaczewski (niektóre odcinki serii II),
- Katarzyna Ciecierska (seria IV)

Dialogi: Kamila Klimas-Przybysz
Wykonanie piosenki czołówkowej: Zbigniew Fil

Wykonanie piosenki końcowej:
- Dorota Furtak-Masica (serie I-II oprócz odc. 35)
- Magdalena Tul (serie III-IV oprócz odc. 77)

## Odcinki
| Premiera odcinka | Premiera odcinka | N/o | Polski tytuł                                   | Angielski tytuł                                 |
| ---------------- | ---------------- | --- | ---------------------------------------------- | ----------------------------------------------- |
|                  |                  |     |                                                |                                                 |
| SERIA PIERWSZA   |                  |     |                                                |                                                 |
|                  |                  |     |                                                |                                                 |
| 18.01.2015       | 19.10.2015       | 01  | Star przybywa na Ziemię                        | Star Comes to Earth                             |
| 18.01.2015       | 19.10.2015       | 01  | Impreza z kucykiem                             | Party With a Pony                               |
|                  |                  |     |                                                |                                                 |
| 30.03.2015       | 20.10.2015       | 02  | Swatka                                         | Match Maker                                     |
| 30.03.2015       | 20.10.2015       | 02  | Szkolny Duch                                   | School Spirit                                   |
|                  |                  |     |                                                |                                                 |
| 06.04.2015       | 21.10.2015       | 03  | Ręka potwora                                   | Monster Arm                                     |
| 06.04.2015       | 21.10.2015       | 03  | Inny uczeń z wymiany                           | The Other Exchange Student                      |
|                  |                  |     |                                                |                                                 |
| 13.04.2015       | 22.10.2015       | 04  | Rozchmurz się Star                             | Cheer Up Star                                   |
| 13.04.2015       | 22.10.2015       | 04  | Andante                                        | Quest Buy                                       |
|                  |                  |     |                                                |                                                 |
| 20.04.2015       | 26.10.2015       | 05  | Wakacje rodziny Diaz                           | Diaz Family Vacation                            |
| 20.04.2015       | 26.10.2015       | 05  | Impreza Brittney                               | Brittney's Party                                |
|                  |                  |     |                                                |                                                 |
| 15.06.2015       | 27.10.2015       | 06  | Mewrzewanie                                    | Mewberty                                        |
| 15.06.2015       | 27.10.2015       | 06  | Wróżtopia                                      | Pixtopia                                        |
|                  |                  |     |                                                |                                                 |
| 22.06.2015       | 28.10.2015       | 07  | Homarowicz                                     | Lobster Claws                                   |
| 22.06.2015       | 28.10.2015       | 07  | Lunatyko - czary                               | Sleep Spells                                    |
|                  |                  |     |                                                |                                                 |
| 20.07.2015       | 29.10.2015       | 08  | Bal Krwawego Księżyca                          | Blood Moon Ball                                 |
| 20.07.2015       | 29.10.2015       | 08  | Ciasteczka z wróżbą                            | Fortune Cookies                                 |
|                  |                  |     |                                                |                                                 |
| 27.07.2015       | 16.11.2015       | 09  | Zamrożony dzień                                | Freeze Day                                      |
| 27.07.2015       | 16.11.2015       | 09  | Królewski ból                                  | Royal Pain                                      |
|                  |                  |     |                                                |                                                 |
| 10.08.2015       | 17.11.2015       | 10  | Poprawczak Św. Olgi dla Krnąbrnych Księżniczek | St. Olga's Reform School for Wayward Princesses |
|                  |                  |     |                                                |                                                 |
| 17.08.2015       | nieemitowany     | 11  | Dzień niepodległości Mewni                     | Mewnipendance Day                               |
| 17.08.2015       | nieemitowany     | 11  | Banagiczny incydent                            | The Banagic Incident                            |
|                  |                  |     |                                                |                                                 |
| 14.09.2015       | 19.11.2015       | 12  | Międzywymiarowa wycieczka                      | Interdimensional Field Trip                     |
| 14.09.2015       | 19.11.2015       | 12  | Marco rośnie broda                             | Marco Grows a Beard                             |
|                  |                  |     |                                                |                                                 |
| 21.09.2015       | 20.11.2015       | 13  | Szturm na zamek                                | Storm the Castle                                |
|                  |                  |     |                                                |                                                 |
| SERIA DRUGA      |                  |     |                                                |                                                 |
|                  |                  |     |                                                |                                                 |
| 11.07.2016       | 02.01.2017       | 14  | Moja nowa różdżka!                             | My New Wand!                                    |
| 11.07.2016       | 02.01.2017       | 14  | Ludo w Dziczy                                  | Ludo in the Wild                                |
|                  |                  |     |                                                |                                                 |
| 18.07.2016       | 03.01.2017       | 15  | Pan Pedagog                                    | Mr. Candle Cares                                |
| 18.07.2016       | 03.01.2017       | 15  | Czerwony pas                                   | Red Belt                                        |
|                  |                  |     |                                                |                                                 |
| 25.07.2016       | 04.01.2017       | 16  | Star na kółkach                                | Star on Wheels                                  |
| 25.07.2016       | 04.01.2017       | 16  | Aport                                          | Fetch                                           |
|                  |                  |     |                                                |                                                 |
| 01.08.2016       | 05.01.2017       | 17  | Star kontra Echo Creek                         | Star vs. Echo Creek                             |
| 01.08.2016       | 05.01.2017       | 17  | Różdżką w różdżkę                              | Wand to Wand                                    |
|                  |                  |     |                                                |                                                 |
| 08.08.2016       | 06.01.2017       | 18  | Starscynacja                                   | Starstruck                                      |
| 08.08.2016       | 06.01.2017       | 18  | Campingowa wycieczka                           | Camping Trip                                    |
|                  |                  |     |                                                |                                                 |
| 15.08.2016       | 09.01.2017       | 19  | Starpiekowanie                                 | Starsitting                                     |
| 15.08.2016       | 09.01.2017       | 19  | W pracy                                        | On the Job                                      |
|                  |                  |     |                                                |                                                 |
| 12.09.2016       | 10.01.2017       | 20  | Goblin-Dogi                                    | Goblin Dogs                                     |
| 12.09.2016       | 10.01.2017       | 20  | Poprzez księgę                                 | By the Book                                     |
|                  |                  |     |                                                |                                                 |
| 19.09.2016       | 11.01.2017       | 21  | Gra we Flagi                                   | Game of Flags                                   |
| 19.09.2016       | 11.01.2017       | 21  | Dzień dziewczyn                                | Girl's Day Out                                  |
|                  |                  |     |                                                |                                                 |
| 26.09.2016       | 12.01.2017       | 22  | Nocowanie                                      | Sleepover                                       |
| 26.09.2016       | 12.01.2017       | 22  | Dar od karty                                   | Gift of the Card                                |
|                  |                  |     |                                                |                                                 |
| 03.10.2016       | 13.01.2017       | 23  | Nie-przyjaciele                                | Friendenemies                                   |
| 03.10.2016       | 13.01.2017       | 23  | To zagadka                                     | Is Mystery                                      |
|                  |                  |     |                                                |                                                 |
| 10.10.2016       | 08.05.2017       | 24  | Głodny Larry                                   | Hungry Larry                                    |
| 10.10.2016       | 08.05.2017       | 24  | Pająk w cylindrze                              | Spider with a Top Hat                           |
|                  |                  |     |                                                |                                                 |
| 07.11.2016       | 09.05.2017       | 25  | Do różdżki                                     | Into the Wand                                   |
| 07.11.2016       | 09.05.2017       | 25  | Pizzowa sprawa                                 | Pizza Thing                                     |
|                  |                  |     |                                                |                                                 |
| 14.11.2016       | 10.05.2017       | 26  | Czytadło                                       | Page Turner                                     |
| 14.11.2016       | 10.05.2017       | 26  | Złośliwiec                                     | Naysaya                                         |
|                  |                  |     |                                                |                                                 |
| 21.11.2016       | 11.05.2017       | 27  | Bon Bon Urodzinowy Klaun                       | Bon Bon the Birthday Clown                      |
|                  |                  |     |                                                |                                                 |
| 06.02.2017       | 12.05.2017       | 28  | Jaskiniowy najazd                              | Raid the Cave                                   |
| 07.02.2017       | 12.05.2017       | 28  | Trik                                           | Trickstar                                       |
|                  |                  |     |                                                |                                                 |
| 08.02.2017       | 15.05.2017       | 29  | Dzidzia                                        | Baby                                            |
| 09.02.2017       | 15.05.2017       | 29  | Bieg z nożyczkami                              | Running with Scissors                           |
|                  |                  |     |                                                |                                                 |
| 13.02.2017       | 16.05.2017       | 30  | Matemagia                                      | Mathmagic                                       |
| 14.02.2017       | 16.05.2017       | 30  | Baunsownia                                     | The Bounce Lounge                               |
|                  |                  |     |                                                |                                                 |
| 15.02.2017       | 17.05.2017       | 31  | Krysztalicznie jasne                           | Crystal Clear                                   |
| 16.02.2017       | 17.05.2017       | 31  | Trudna droga                                   | The Hard Way                                    |
|                  |                  |     |                                                |                                                 |
| 20.02.2017       | 18.05.2017       | 32  | Ohydzka                                        | Heinous                                         |
| 21.02.2017       | 18.05.2017       | 32  | Wszystkie odeszłe pasy                         | All Belts are Off                               |
|                  |                  |     |                                                |                                                 |
| 22.02.2017       | 19.05.2017       | 33  | Zniszczenia uboczne                            | Collateral Damage                               |
| 23.02.2017       | 19.05.2017       | 33  | Tylko przyjaciele                              | Just Friends                                    |
|                  |                  |     |                                                |                                                 |
| 27.02.2017       | 04.09.2017       | 34  | Oblicze muzyki                                 | Face the Music                                  |
|                  |                  |     |                                                |                                                 |
| 27.02.2017       | 05.09.2017       | 35  | Zdruzgotana Star                               | Starcrushed                                     |
|                  |                  |     |                                                |                                                 |
| SERIA TRZECIA    |                  |     |                                                |                                                 |
|                  |                  |     |                                                |                                                 |
| 15.07.2017       | 22.10.2018       | 36  | Bitwa o Mewni : Powrót do Mewni                | The Battle for Mewni : Return to Mewni          |
| 15.07.2017       | 22.10.2018       | 36  | Bitwa o Mewni : Moon Nieposkromiona            | The Battle for Mewni : Moon the Undaunted       |
|                  |                  |     |                                                |                                                 |
| 15.07.2017       | 23.10.2018       | 37  | Bitwa o Mewni : Zaginiona księga               | The Battle for Mewni : Book Be Gone             |
| 15.07.2017       | 23.10.2018       | 37  | Bitwa o Mewni : Marco i Król                   | The Battle for Mewni : Marco and the King       |
|                  |                  |     |                                                |                                                 |
| 15.07.2017       | 24.10.2018       | 38  | Bitwa o Mewni : Obrońca Bagna                  | The Battle for Mewni : Puddle Defender          |
| 15.07.2017       | 24.10.2018       | 38  | Bitwa o Mewni : Król Ludo                      | The Battle for Mewni : King Ludo                |
|                  |                  |     |                                                |                                                 |
| 15.07.2017       | 25.10.2018       | 39  | Bitwa o Mewni : Toffee                         | The Battle for Mewni : Toffee                   |
|                  |                  |     |                                                |                                                 |
| 06.11.2017       | 26.10.2018       | 40  | Zapach bluzy                                   | Scent Of a Hoodie                               |
| 06.11.2017       | 26.10.2018       | 40  | Spoczywaj w budyniu                            | Rest in Pudding                                 |
|                  |                  |     |                                                |                                                 |
| 07.11.2017       | 29.10.2018       | 41  | Klub Zlekceważony                              | Club Snubbed                                    |
| 07.11.2017       | 29.10.2018       | 41  | Obce Niebezpieczeństwo                         | Stranger Danger                                 |
|                  |                  |     |                                                |                                                 |
| 08.11.2017       | 30.10.2018       | 42  | Demoncyzm                                      | Demoncism                                       |
| 08.11.2017       | 30.10.2018       | 42  | Załamanie ucznia drugiej klasy                 | Sophomore Slump                                 |
|                  |                  |     |                                                |                                                 |
| 09.11.2017       | 31.10.2018       | 43  | Odkłaczacz                                     | Lint Catcher                                    |
| 09.11.2017       | 31.10.2018       | 43  | Sprawdzian Giermka                             | Trial by Squire                                 |
|                  |                  |     |                                                |                                                 |
| 13.11.2017       | 01.11.2018       | 44  | Księżniczka Łajnina                            | Princess Turdina                                |
| 13.11.2017       | 01.11.2018       | 44  | Starfari                                       | Starfari                                        |
|                  |                  |     |                                                |                                                 |
| 14.11.2017       | 05.11.2018       | 45  | Plaża Lava Lake                                | Lava Lake Beach                                 |
| 14.11.2017       | 05.11.2018       | 45  | Słodkich snów                                  | Sweet Dreams                                    |
|                  |                  |     |                                                |                                                 |
| 15.11.2017       | 07.01.2019       | 46  | Dziobnięcie śmierci                            | Death Peck                                      |
| 15.11.2017       | 08.01.2019       | 46  | Kucykmonium                                    | Ponymonium                                      |
|                  |                  |     |                                                |                                                 |
| 16.11.2017       | 09.01.2019       | 47  | Nocne życie                                    | Night Life                                      |
| 16.11.2017       | 10.01.2019       | 47  | Nurkować w głębi                               | Deep Dive                                       |
|                  |                  |     |                                                |                                                 |
| 16.11.2017       | 11.01.2019       | 48  | Potworna impreza                               | Monster Bash                                    |
|                  |                  |     |                                                |                                                 |
| 02.12.2017       | 14.01.2019       | 49  | Dzień Pieńka                                   | Stump Day                                       |
| 02.12.2017       | 15.01.2019       | 49  | Świąteczny zaklęcio-specjał                    | Holiday Spellcial                               |
|                  |                  |     |                                                |                                                 |
| 03.03.2018       | 16.01.2019       | 50  | Bagbestia z Bagnowiska                         | The Bogbeast of Boggabah                        |
| 03.03.2018       | 17.01.2019       | 50  | Eclipsa Księżyca                               | Total Eclipsa the Moon                          |
|                  |                  |     |                                                |                                                 |
| 10.03.2018       | 18.01.2019       | 51  | Pytaj i odpowiedz                              | Butterfly Trap                                  |
| 10.03.2018       | 18.01.2019       | 51  | Gdzie jest Ludo?                               | Ludo, Where Art Thou?                           |
|                  |                  |     |                                                |                                                 |
| 17.03.2018       | 01.04.2019       | 52  | Żadnych Tajemnic                               | Is Another Mystery                              |
| 17.03.2018       | 01.04.2019       | 52  | Marco Jr.                                      | Marco Jr.                                       |
|                  |                  |     |                                                |                                                 |
| 24.03.2018       | 02.04.2019       | 53  | Nauczona!                                      | Skooled!                                        |
| 24.03.2018       | 02.04.2019       | 53  | Budkowa Para                                   | Booth Buddies                                   |
|                  |                  |     |                                                |                                                 |
| 31.03.2018       | 03.04.2019       | 54  | Nocna Impreza                                  | Bam Ui Pati!                                    |
| 31.03.2018       | 03.04.2019       | 54  | Nieznana Miłość                                | Tough Love                                      |
|                  |                  |     |                                                |                                                 |
| 07.04.2018       | 04.04.2019       | 55  | Podzielone                                     | Divide                                          |
|                  |                  |     |                                                |                                                 |
| 07.04.2018       | 05.04.2019       | 56  | Zniszczone                                     | Conquer                                         |
|                  |                  |     |                                                |                                                 |
| SERIA CZWARTA    |                  |     |                                                |                                                 |
|                  |                  |     |                                                |                                                 |
| 10.03.2019       | 07.10.2019       | 57  | Pastisz na rodzinę królewską                   | Butterfly Follies                               |
|                  |                  |     |                                                |                                                 |
| 10.03.2019       | 08.10.2019       | 58  | Ucieczka z Wyspy Placka                        | Escape from the Pie Folk                        |
|                  |                  |     |                                                |                                                 |
| 17.03.2019       | 09.10.2019       | 59  | Pamięć Moon                                    | Moon Remembers                                  |
| 17.03.2019       | 09.10.2019       | 59  | Kąpielówki                                     | Swim Suit                                       |
|                  |                  |     |                                                |                                                 |
| 17.03.2019       | 10.10.2019       | 60  | Okupogram                                      | Ransorngram                                     |
| 17.03.2019       | 10.10.2019       | 60  | Burza u Lucitorów                              | Lake House Fever                                |
|                  |                  |     |                                                |                                                 |
| 24.03.2019       | 14.10.2019       | 61  | Jagody skamienienia                            | Yada Yada Berries                               |
| 24.03.2019       | 14.10.2019       | 61  | Nad rzeką                                      | Down by the River                               |
|                  |                  |     |                                                |                                                 |
| 24.03.2019       | 15.10.2019       | 62  | Show Końskiej Głowy                            | The Ponyhead Show!                              |
| 24.03.2019       | 15.10.2019       | 62  | Wizyta PająkDziabów                            | Surviving the Spiderbites                       |
|                  |                  |     |                                                |                                                 |
| 31.03.2019       | 16.10.2019       | 63  | Andante zamknięte                              | Out of Business                                 |
| 31.03.2019       | 16.10.2019       | 63  | Świat Kelly                                    | Kelly's World                                   |
|                  |                  |     |                                                |                                                 |
| 31.03.2019       | 17.10.2019       | 64  | Klątwa Krwawego Księżyca                       | Curse of the Blood Moon                         |
|                  |                  |     |                                                |                                                 |
| 07.04.2019       | 21.10.2019       | 65  | Ludo i Denis                                   | Princess Quasar Catepillar and the Magic Bell   |
| 07.04.2019       | 22.10.2019       | 65  | Duch zamku Butterfly                           | Ghost of Butterfly Castle                       |
|                  |                  |     |                                                |                                                 |
| 07.04.2019       | 23.10.2019       | 66  | Kornbol                                        | Cornball!                                       |
| 07.04.2019       | 24.10.2019       | 66  | Lekcja Meteory                                 | Meteora's Lesson                                |
|                  |                  |     |                                                |                                                 |
| 14.04.2019       | 28.10.2019       | 67  | Życiowa posada                                 | The Knight Shift                                |
| 14.04.2019       | 29.10.2019       | 67  | Porwanie Królowej                              | Queen-Napped                                    |
|                  |                  |     |                                                |                                                 |
| 14.04.2019       | 30.10.2019       | 68  | Na wysypisku                                   | Junkin' Janna                                   |
| 14.04.2019       | 31.10.2019       | 68  | Zaklęcie bez nazwy                             | A Spell with No Name                            |
|                  |                  |     |                                                |                                                 |
| 21.04.2019       | 17.02.2020       | 69  | Smokocykl                                      | A Boy and His DC-700XE                          |
| 21.04.2019       | 17.02.2020       | 69  | Potwór i królowa                               | The Monster and the Queen                       |
|                  |                  |     |                                                |                                                 |
| 21.04.2019       | 18.02.2020       | 70  | Kornonacja                                     | Cornonation                                     |
|                  |                  |     |                                                |                                                 |
| 28.04.2019       | 19.02.2020       | 71  | W podróż                                       | Doop-Doop                                       |
| 28.04.2019       | 19.02.2020       | 71  | Tacos Britty                                   | Britta's Tacos                                  |
|                  |                  |     |                                                |                                                 |
| 28.04.2019       | 20.02.2020       | 72  | Dzień na Plaży                                 | Beach Day                                       |
| 28.04.2019       | 20.02.2020       | 72  | Dzidzie zniknęły                               | Gone Baby Gone                                  |
|                  |                  |     |                                                |                                                 |
| 05.05.2019       | 21.02.2020       | 73  | Rozstanie                                      | Sad Teen Hotline                                |
| 05.05.2019       | 21.02.2020       | 73  | Krętactwa Jenny                                | Jannanigans                                     |
|                  |                  |     |                                                |                                                 |
| 05.05.2019       | 24.02.2020       | 74  | Nie-pamięć                                     | Mama Star                                       |
| 05.05.2019       | 24.02.2020       | 74  | Gotów-cel-pal                                  | Ready, Aim, Fire                                |
|                  |                  |     |                                                |                                                 |
| 12.05.2019       | 25.02.2020       | 75  | Jak należy                                     | The Right Way                                   |
| 12.05.2019       | 26.02.2020       | 75  | Na pomoc                                       | Here to Help                                    |
|                  |                  |     |                                                |                                                 |
| 12.05.2019       | 27.02.2020       | 76  | Początek końca                                 | Pizza Party                                     |
| 12.05.2019       | 27.02.2020       | 76  | Tawerna na końcu multiświata                   | The Tavern at the End of the Multiverse         |
|                  |                  |     |                                                |                                                 |
| 19.05.2019       | 28.02.2020       | 77  | Zerwij więź                                    | Cleaved                                         |
|                  |                  |     |                                                |                                                 |